# 引っ込み思案
| ウィキペディアには「引っ込み思案」という見出しの百科事典記事はありません（タイトルに「引っ込み思案」を含むページの一覧/「引っ込み思案」で始まるページの一覧）。 代わりにウィクショナリーのページ「引っ込み思案」が役に立つかもしれません。 |